# Ocnogyna obscurior
Ocnogyna obscurior là một loài bướm đêm thuộc phân họ Arctiinae, họ Erebidae.